# Marco Falcone
Marco Falcone (ur. 5 stycznia 1971 w Katanii) – włoski polityk i prawnik, działacz samorządowy, członek władz regionalnych Sycylii, deputowany do Parlamentu Europejskiego X kadencji.

## Życiorys
Z wykształcenia prawnik, podjął praktykę w zawodzie adwokata. Był dyrektorem krajowym organizacji młodzieżowej FUAN, a także współzałożycielem Azione Giovani – młodzieżówki Sojuszu Narodowego, do którego należał. Następnie działał w ugrupowaniu Lud Wolności, po czym został członkiem reaktywowanej w 2013 partii Forza Italia. Od pierwszej połowy lat 90. związany z samorządem. W latach 1993–2002 był burmistrzem miejscowości Mirabella Imbaccari, później zasiadał w radzie miejskiej. W latach 2003–2008 pełnił funkcję asesora w zarządzie prowincji Katania. W 2008 po raz pierwszy wybrano go w skład Sycylijskiego Zgromadzenia Regionalnego, uzyskiwał następnie reelekcję na kolejne kadencje. Był przewodniczącym frakcji poselskiej FI. W 2017 i 2022 powoływany na asesora w zarządzie regionalnym Sycylii. Początkowo odpowiadał za transport i mobilność, następnie powierzono mu sprawy gospodarcze.
W wyborach w 2024 uzyskał mandat deputowanego do PE X kadencji.